# ¿Vieja yo?
¿Vieja yo? é uma telenovela venezuelana produzida e exibida pela Venevisión entre 11 de setembro de 2008 e 7 de março de 2009. 
É uma historia original de Mónica Montañés, produzida por Sandra Rioboó Rey e Alejandro León e dirigida por Carlos Izquierdo. 
Foi protagonizada por Mimí Lazo e Adrián Delgado e antagonizada por Marjorie de Sousa , Jean Carlo Simancas, Elaiza Gil e Sonia Villamizar.

## Sinopse
Margot Batalla é uma atriz frustrada de 50 anos que parece uma velha senhora para todos e é sempre se referem a ela como "a velha". Ela tem três sonhos: quer que sua família seja feliz, quer ser atriz e quer ter um homem que seja capaz de tudo por ela. Ela conta com o apoio de seu amigo Ariel, que é um velho diretor de teatro. Um dia, animada com um papel oferecido no "Happy Cayman", ela teve que se disfarçar de jacaré, ser humilhada e descobrir as infidelidades de seu marido, Justo Ramírez, que ocupa um cargo importante no "Happy Cayman". Ele é amante de Ixora Fuentes, a quem chama de "Itxorita", a gerente do departamento de roupas íntimas da loja.
O dono da loja Don Pipo ouve seu neto conversando com sua namorada, Estefanía Urrutia e acredita que eles tentam declará-lo sem faculdades mentais para continuar dirigindo a loja e ficar com a direção geral. Isso é ideia de Estefanía, já que seu neto, José Antonio, discorda veementemente em fazer isso com seu avô. Don Pipo, desesperado para aprender suas idéias, conhece Margot e, apenas sabendo de suas aspirações como atriz, a contrata para desempenhar o papel de gerente geral da loja.
Margot deve lutar contra as infidelidades, amarguras, repreensões e falta de apoio de sua mãe, e o fato de ser uma mulher mais velha apaixonada por um "menino", José Antonio Martínez. Nessa história, todos os tipos de situações cotidianas se desdobram, a disseminação de fofocas rapidamente em "The Happy Cayman" e muitos mal-entendidos.

## Elenco
- Mimi Lazo como Margot Batalla de Ramírez
- Adrián Delgado como José Antonio Martínez García
- Marjorie de Sousa como Estefanía Urrutia
- Jean Carlo Simancas como Justo Ramírez
- Carlota Sosa como Josefina García Bellini Vda de Martínez
- Chelo Rodríguez como Marisol Pérez de Martínez
- Raul Amundaray como José I Martínez (Don Pipo)
- Eva Blanco como Clemencia de Batalla
- Alejo Felipe como Ariel Gil
- Freddy Galavis como Nemecio Bello
- Caridad Canelon como Araceli Sánchez
- Mirtha Pérez como la madre de Tamara
- Manuel Salazar como Juan Crisóstomo
- Reinaldo José Pérez como Hércules Buendía
- Carolina Perpetuo como Rosalía Torres de Estaba
- Rafael Romero como Ildemaro Blanco
- Sonia Villamizar como Martha Fuentes
- Rolando Padilla como Fran Meléndez
- Juan Manuel Montesinos  como Joaquín Urrutia
- Elaiza Gil como Ixora Fuentes
- Antonio Delli como Wincho Estaba
- María Antonieta Duque como Tamara Luján de Fuentes y como Maricarmen
- Laureano Olivares como Alberto Sánchez (El Topo)
- José Manuel Suárez como Justito Ramírez Batalla
- Cindy Lazo como Milagros Urrutia
- Pastor Oviedo como Diego Sánchez
- Mario Sudano como Yony Frías
- Erika Schwarzgruber como Daniela Estaba Torres
- Erika Santiago como Esperanza Martínez
- Virginia Lancaster como Nancy Peña
- Marjorie Magri como Elizabeth Ramírez Batalla